# 傍花车辆基地
傍花车辆基地（：／ Banghwa Charyang Saeopso */?）是首尔交通公社位于首尔江西区的一座地鐵車輛基地，位於傍花站附近。这座機廠主要用于首尔地铁5号线的首尔交通公社5000系电力动车组列车的修理维护和停放。